# 달리아 무하마드
달리아 무하마드(영어: Dalilah Muhammad, 1990년 2월 7일~)는 미국의 육상 선수로 주 종목은 허들이다. 2106년 하계 올림픽에서 여자 400m 허들 종목 금메달, 2020년 하계 올림픽에서 여자 400m 허들 종목 은메달을 획득했고 세계 선수권 대회에서 금메달 2개, 은메달 2개, 동메달 1개를 획득했다.
2019년 7월부터 2021년 6월까지 여자 400m 허들 세계 기록을 보유했으며 여자 400m 허들 개인 최고 기록인 51.58초는 해당 종목에서 역대 3번째로 빠른 기록이다.